# Phaonia mimocandicans
Phaonia mimocandicans är en tvåvingeart som beskrevs av Ma, Z. 1991. Phaonia mimocandicans ingår i släktet Phaonia och familjen husflugor. Inga underarter finns listade i Catalogue of Life.